# 교육 인터내셔널
교육 인터내셔널(敎育 - , 영어: Education International, EI)은 직종별 교사 노동조합의 연맹체이다. 2009년을 기준으로 172개국 401개의 가맹 단체가 있으며, 유치원에서 대학에 이르는 3000만명의 교사와 교직원이 회원이다.

## 역사
1950년 이전에 교사와 교원 노조는 국제적인 직종별 조합 연합체로서 기능을 거의 하지 못했다. 1912년 벨기에에서 《공립학교 전국연맹 국제위원회》가 발족이 되었다. 당시 국제적으로는 FIPESO( The Federation Internationale des Professeurs de l'Enseignement Secondaire Officiel)라고 알려졌으며, 1923년에는 전국교육협회(National Education Association, NEA)가 샌프란시스코에서 세계교육협회 연맹(World Federation of Education Associations, WFEA)을 성립시켰다. 1926년에 국제교사협회연맹(International Federation of Teachers' Associations, IFTA)이 만들어졌고, 같은 해 국제 직종별 교직원(International Trade Secretariat of Teachers, ITST)과 교사 조합이 합병을 하여 국제직종별조합(International Federation of Trade Unions, IFTU)을 결성하였다. 그러나 이 조직들 중 소수만이 회원 자격을 획득할 수 있었고, 국제노동기구(ILO)에 가입을 하거나 영향력을 증명했다. 국제라는 이름만 붙었을 뿐 NEA가 주도하는 WFEA를 제외하고는 실질적인 회원은 유럽의 일부 국가 정도였다. 그마저도 제2차 세계대전 중에 활동을 중단하였다.
1993년 1월 26일, 스톡홀름에서 열린 총회에서 WCOTP와 IFFTU가 《교육 인터내셔널》을 만들기 위해 합병되었다.

## 구조
교육 인터내셔널은 세계대회(world congress)에 의해 지배되는 민주적인 조직이다. 모든 국가적 조직은 교사와 교직원으로 구성되어 있고, 그 회원은 적어도 회원 1만명에 1명 이상(최대 50명)의 대표자를 파견할 권리를 가진다.
EI의 일상업무는 사무국에 의해 감독된다. EI의 사무국은 벨기에의 뷔르셀에 있으며, 지역 사무소는 각각 다음의 위치에 존재한다.
- 아프리카: 이라크, 가나
- 아시아 태평양 : 쿠알라룸푸르, 말레이시아, 피지
- 유럽 : 뷔르셀(벨기에)
- 라틴 아메리카 : 산호세(코스타리카)
- 북미-카리브해 : 세이트 루시아

## 대한민국
아래와 같은 단체들이 가맹되어 있다.
- 한국교원단체총연합회
- 전국교직원노동조합
- 한국교수연합(KPU)

## 같이 보기
- 교원단체